# Parachondrostoma turiense
La madrija (Parachondrostoma turiense) es una especie de pez de la familia de los ciprínidos de tamaño medio que no suele sobrepasar los 300 mm de longitud total.

## Descripción
Cuerpo alargado con la cabeza relativamente pequeña y boca situada en su parte inferior. El labio inferior es grueso y presenta una lámina córnea de forma arqueada, a diferencia de la boga de río cuya lámina córnea es recta. Pedúnculo caudal largo y estrecho. Las aletas son largas, la dorsal tiene 8 radios ramificados y la anal de 8 a 10. Las escamas son grandes y su número es de 44-51. El número de branquiespinas es de 21 a 27. El número de dientes faríngeos más frecuente es de 6-5 y raramente 6-6.

## Hábitat y ecología
Es una especie típicamente reófila que vive en aguas corrientes pero que pueden sobrevivir en aguas remansadas e incluso en embalses siempre que pueda remontar río arriba en la época reproductiva.

## Reproducción
Casi no existe información sobre la especie. Sólo se sabe que remontan los ríos hacia los tramos altos para realizar la freza y que ésta tiene lugar entre los meses de marzo y mayo en aguas someras con fondos de piedra o grava.

## Distribución
Es endémica de la península ibérica, estado presente en las cuencas de los ríos Turia, Mijares[cita requerida] y Palancia.

## Factores de amenaza
- Sobre la especie: la introducción de especies exóticas, la mayoría piscívoras, en los ríos españoles es la principal amenaza.
- Sobre el hábitat: las principales amenazas son: la realización de diversas infraestructuras hidráulicas, como canalizaciones, construcción de presas, etc., la contaminación por vertidos industriales, urbanos y agrícolas; la extracción de agua para fines agrícolas y la extracción de áridos que destruye los frezaderos.

## Medidas de conservación
Control de los vertidos y depuración de los mismos. Corregir adecuadamente los impactos derivados de las infraestructuras hidráulicas. No dar concesiones de riegos cuando el agua baje por niveles inferiores a los adecuados para la vida de los peces. Corregir el impacto de las extracciones de áridos en los ríos y sólo dar las concesiones imprescindibles. Realizar un control de las especies exóticas por parte de las administraciones. Impedir la introducción de nuevas especies exóticas declarando a las nuevas y a la mayor parte de las existentes ya en España como no pescables. Realizar un seguimiento sobre la evolución de las poblaciones de esta especie. Debe figurar como "Vulnerable" en el Catálogo Nacional de Especies Amenazadas, Real Decreto 439/90.